# Mechelen (Belgium)
Mechelen (holland, franciául: Malines, németül: Mecheln) a flamand nyelvterületnek számító Flandria területén, Antwerpen tartományban található belga város, az azonos nevű község, valamint járás központja.
A mecheleni községhez tartozik a város maga, illetve a környékbeli falvak közül Nekkerspoel, Battel, Walem, Heffen, Leest, Hombeek és Muizen (p. 80.176 anno 2008) A városon keresztül folyik a Dijle-folyó, ami a város egyik becenevét eredményezte (Dijlestad, azaz a Dijle városa).
Mechelen Flandria egyik legsűrűbben lakott és legiparosodottabb részén fekszik, Brüsszel és Antwerpen között, mindkét nagyvárostól mintegy 25 km-re. A várostól északra és délre elterülő ipari parkok és irodák mellett a város lakói jelentős számban ingáznak a fővárosba, illetve az antwerpeni kikötő melletti nehézipari üzemekbe.

## Történelem

### Őskor és ókor

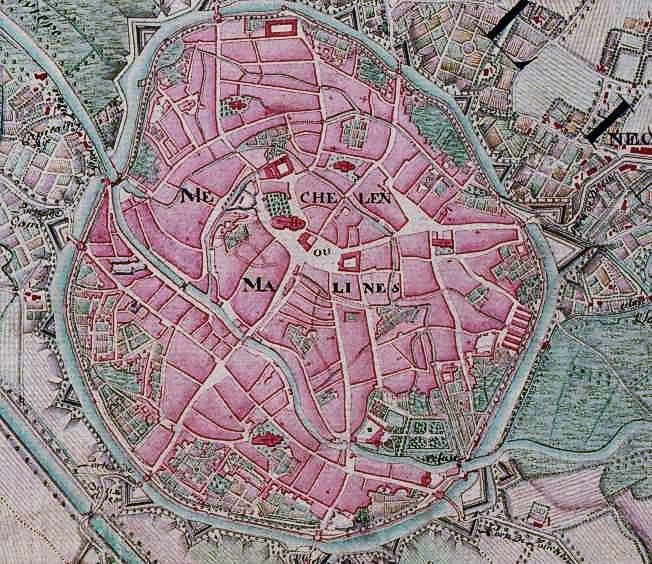
Mechelen az ún. Ferraris-térképen

A város eredetére utaló első régészeti emlékek a vaskori La Tène-kultúra idejéből, az i. e. 5 századból kerültek elő a mai város területén folytatott ásatások során. A leletek között van egy 8,4 méter hosszú, tölgyfából faragott kenu, illetve 5 faházból álló település, a mai Nekkerspoel falu környékén.
A régészeti kutatások során a mai "Ijzerenleen" és "Steenweg" utcák alatt, valamint a Nekkerspoel kerületben tártak fel vaskori településmaradványokat. A település lakói feltehetően a Nervii törzs tagjai lehettek, akik a térséget elborító sűrű tölgy- és nyírfa-erdőségekben hozták létre településeiket.
A legkorábbi városias település a Dijle-folyó két partján a gallo-román időszak során fejlődött ki, erre a korszakra számos római kori műemlék és római út emlékeztet. A város környéke a gall háborúk során került a római birodalom befolyása alá. A római kori település feltehetően a mai "Korenmarkt" tér környékén volt, a Dijle jobb partján, a folyó árterülete felett lévő dombon. A félkör alakú települést egyrészt a Dijle, másrészt a mai Hertshoornstraat-De Langhestraat-Ganzendries-Milsenstraat-Gebroeders Verhaegenstraat-'t Plein utcák vonalán húzódó fakerítés és árok határolta. Abban az időben a Korenmarkt környéket két fontos kereskedelmi útvonal, a Bavay-Breda út (a mai Korenmarkt-Guldenstraat utcák) és a Leuven-Schelde út (a mai O.-L.-Vrouwstraat – Adegemstraat utcák) kereszteződésében feküdt.

### A frank és Meroving-korszakban
Az i. sz. 3-4. század során, a római hatalom csökkenésével germán törzsek települtek le a mai Belgium területén és a gallo-román kultúra fokozatosan hanyatlásnak indult. Az 5. század elején a Rajnán átkelő frankok hódították meg a térséget, akik a korábbi római civilizáció szinte minden emlékét megsemmisítették. A hódítás következtében a korábbi kereskedelmi kapcsolatok szétzilálódtak, a római úthálózat állapota leromlott, a mezőgazdasági termelés csökkent és ismét elterjedtek az erdők. A korszakra jellemző még az írásos emlékek teljes hiánya, az első frank telepesek életéről semmilyen forrás nem áll rendelkezésre. A "Mechelen" szó maga feltehetően frank eredetű, az egyik magyarázat szerint a "mahlumnjo" szóból ered, ami fát, erdőt jelent. A másik magyarázat szerint a "mahal, mahl, mallus" szavakból ered, amely az igazság vagy a bíráskodás helyét jelenti. Mindenesetre a Korenmarkt tér mai alakja a frank településekre jellemző elnyújtott háromszög formájú, ezt a fajta települést "driesnek" nevezték.

### A kereszténység terjedése
A 8. században élt, ír származású Szent Rumbold (hollandul Rombout) püspök térítette keresztény hitre a helyi germán törzseket, aki egy apátságot is alapított 756-ban Mechelen környékén, Galgenberg falucska mellett. Ez az apátság volt az elődje a 992-ben megalapított Szent Rumbold-apátságnak, amelynek alapítását Notger liege-i püspök hagyta jóvá. 1134-ben ez az apátság elköltözött az eredeti helyéről a korábbi római kori település mellé. Ebben a korszakban két település létezett Mechelen helyén:
- a felsőváros, azaz a Dijle nyugati partján létrehozott, római kori település utódja
- az alsóváros, amely az eredeti Rumbold-féle apátság környékén épült ki.

A város mai nevét először a 870-ben keletkezett meerseni szerződés említette. 1200 körül a város a Liege-i püspökség birtokából átkerült a brabanti hercegek fennhatósága alá.

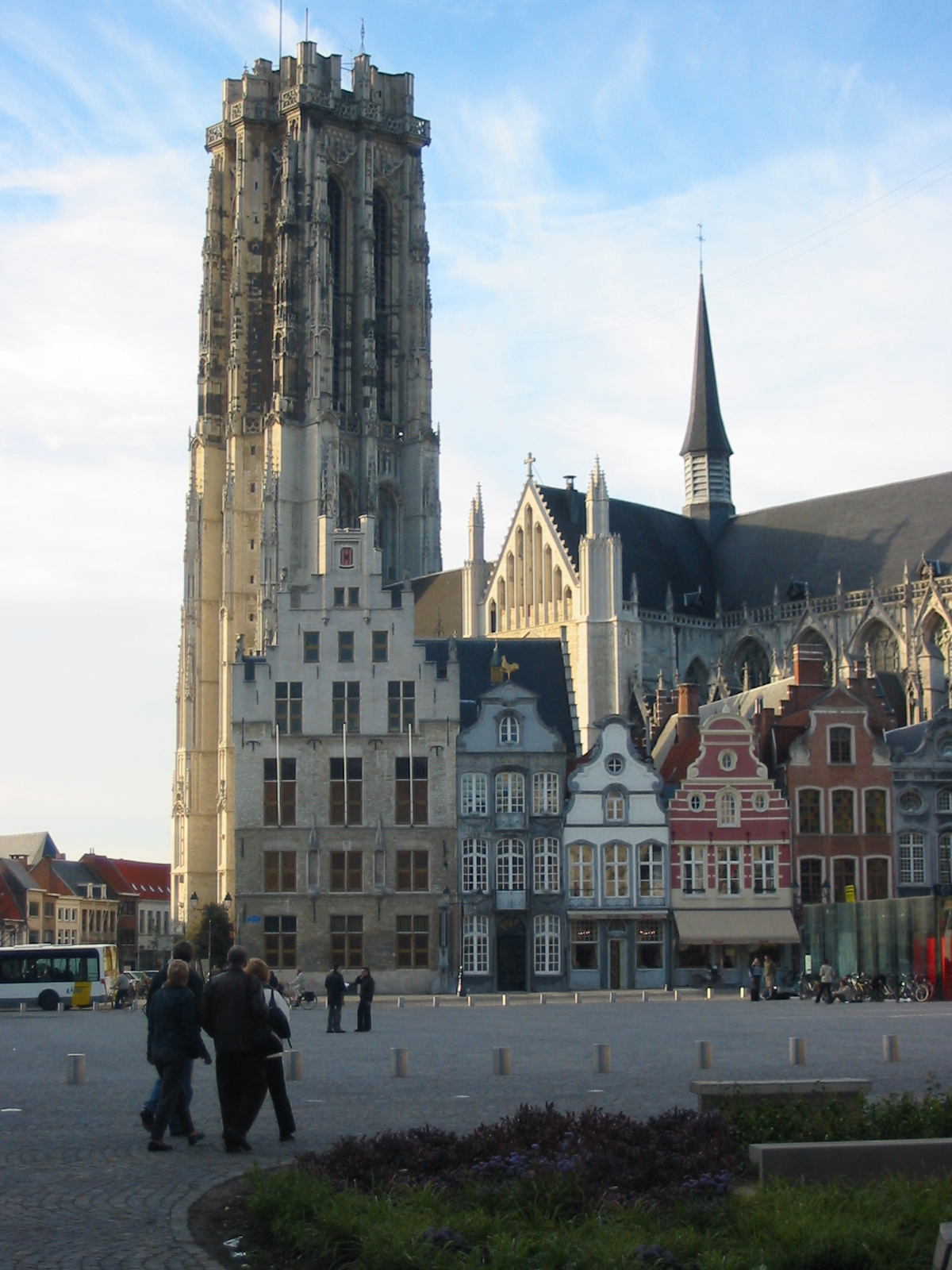
Mechelen: a Grote Markt tér és a Szent Rumbold-katedrális

### A Liège-i Püspökség birtokaként
Nagy Károly birodalmának többszöri felosztása során Mechelen és környéke előbb a Lotaringia Királyság, majd Alsó-Lotaringia része lett. Utóbbi felbomlása után, a 10-12. század környékén Mechelen, Hombeek, Heffen, Leest és Muizen települések a Liège-i Püspökség tulajdonába kerültek. A környező vidék viszont a brabanti hercegek birtokába került, akik a 13. századtól kezdve egyre nagyobb támogatást adta a mecheleni polgároknak, a nemesi származású Berthout család vezetésével, függetlenségi törekvéseikben.
Mechelen 1303-ban értékes gyapjú-, zab- és sókereskedelmi előjogokat („stapelrechten”), valamint önálló városi rangot kapott II. János brabanti hercegtől, amit 1305-ben a liège-i püspök is megerősített. Ezeket a jogosultságokat korábban Antwerpen élvezte, és ekkor kezdődött a két város egészen napjainkig tartó vitája.
1333-ban a várost és a környező birtokokat Adolphe de la Marck püspök eladta I. Neversi Lajos flamand grófnak. A város feletti ellenőrzést III. János brabanti herceg is magának követelte és a két uralkodó közötti vitát csak az amiens-i békeszerződést szüntette meg. I. Lajos fia, II. Lajos 1356-ban házasságot kötött Margit brabanti hercegnővel, III. János brabanti herceg lányával és a Brabanti Hercegség örökösével. A házasságból csak egy lánygyermek született, Margit. 1369. június 19-én Margit házasságot kötött Merész Fülöp burgundi herceggel, és ezzel Mechelen városa (a Flamand grófsággal együtt) a burgund hercegek uralma alá került.
Ebben az időszakban építették a városházát és a posztókereskedőt céhének épületét (Laekenhall), kb. 1300 körül elkészültek a várost védő falak és vizesárkok (amelynek egyetlen fennmaradt emlékeztetője a Brusselsepoort épülete), öt új parókia és kb. 10 szerzetesrend települt meg, illetve megalapították az első begina-udvart is (1259).

### A burgundi hercegség részeként

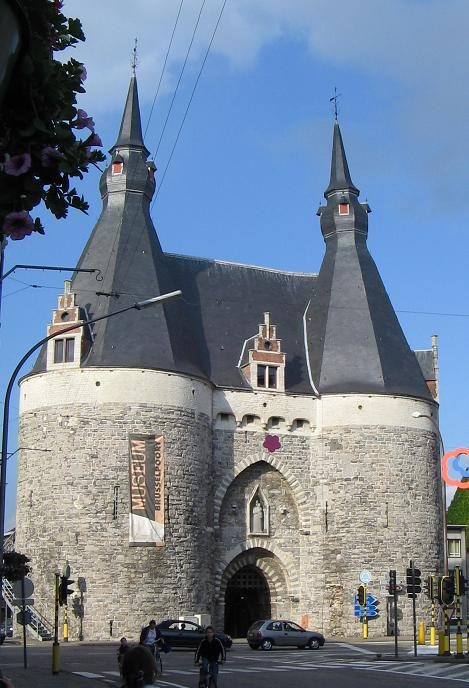
A mecheleni Brusselsepoort

Merész Károly burgundi herceg 1473-ban a hercegség számos intézményét, köztük a hercegség parlamentjét is, Mechelenbe költöztette.
A város politikai szerepének növekedésével párhuzamosan a gazdaság is rendkívüli fejlődésnek indult. A textiliparnak és -kereskedelemnek köszönhetően a város jelentős bevételekre tett szert, ami a 15-16. században tovább növelte politikai befolyását.
I. Miksa német-római császár 1490-ben alapította meg az önálló mecheleni grófságot. Lánya, Habsburg Margit főhercegnő, Németalföld kormányzójának uralma alatt a város 1507-től a Habsburg Birodalom németalföldi tartományainak (vagyis nagyjából a mai Hollandia, Belgium és Luxemburg) fővárosa lett, egészen Margit 1530-ban bekövetkezett haláláig. Margit unokaöccse, a későbbi V. Károly német-római császár is Mechelenben nevelkedett nagykorúvá válásáig, 1517-ig. Margit bőkezűen támogatta a művészeteket, udvarában menedéket és pártfogást talált a filozófus Rotterdami Erasmus, valamint Jan Gossaert és Jan van Orley flamand festők is.
A 16. század közepétől kezdődően a város gazdasági és politikai szerepe, befolyása jelentősen csökkent, elsősorban a későbbi főváros javára, a legtöbb politikai intézmény ekkor került át Brüsszelbe. A politikai befolyás csökkenését némileg kompenzálta Mechelen növekvő fontossága a vallási életben. 1559-ben II. Fülöp spanyol király a mecheleni érseket nevezte ki a belga katolikus egyház fejévé.
A holland szabadságharc során 1572-ben a várost Alba herceg katonái elfoglalták és felégették. Az újjáépítés során indult fejlődésnek a napjainkban is jelentős helyi bútorgyártás. 1781-ben II. József német-római császár elrendelte a városfalak lerombolását, helyükre mára a belvárosi körgyűrű („R12”) épült ki.
Az egykori városfalnak mára csupán egyetlen részlete, az Overstepoort azaz a főkapu (mai nevén Brusselsepoort, vagyis Brüsszeli kapu) maradt fent.
A 18. század során épült ki a várost ma is keresztülszelő és Leuvennel összekötő csatornahálózat, illetve gátrendszert a Dijle-folyó két partján.

### 19. század
A városba 1803. július 21-én az akkor még első konzuli címet viselő Bonaparte Napóleon hivatalos látogatást tett.
Mechelen történetében a következő jelentős állomás azonban az ipari forradalom jelentette, amely a 19. században érte el a várost. A kontinentális Európa területén kiépített első vasútvonal Brüsszelt és Mechelent kötötte össze 1835. május 5-étől. Ettől fogva Mechelen lett a belga vasúthálózat legfontosabb csomópontja és a városba települtek a vasutat kiszolgáló fém és acélipari üzemek. A mai napig Mechelenben üzemel az NMBS (SNCB) belga állami vasúttársaság központi javítóműhelye. 1866-ban a várost és környékét súlyos kolerajárvány sújtotta.

### 20. század
Az első világháborúban a város 1914. augusztus 14-én német megszállás alá került. Számos történelmi jelentőségű épület megsemmisült a harcok következtében, amelyeket 1918 után, korabeli források, fényképek vagy rajzok segítségével helyreállítottak. Désiré-Joseph Mercier bíboros (1906-1926 között mecheleni érsek) vezetésével a helyiek passzív ellenállást fejtettek ki a megszálló németekkel szemben. A bíboros felhívását, a Hazafiság és kitartás című 1916-ban kelt körlevelet Belgium összes templomában kihirdették.

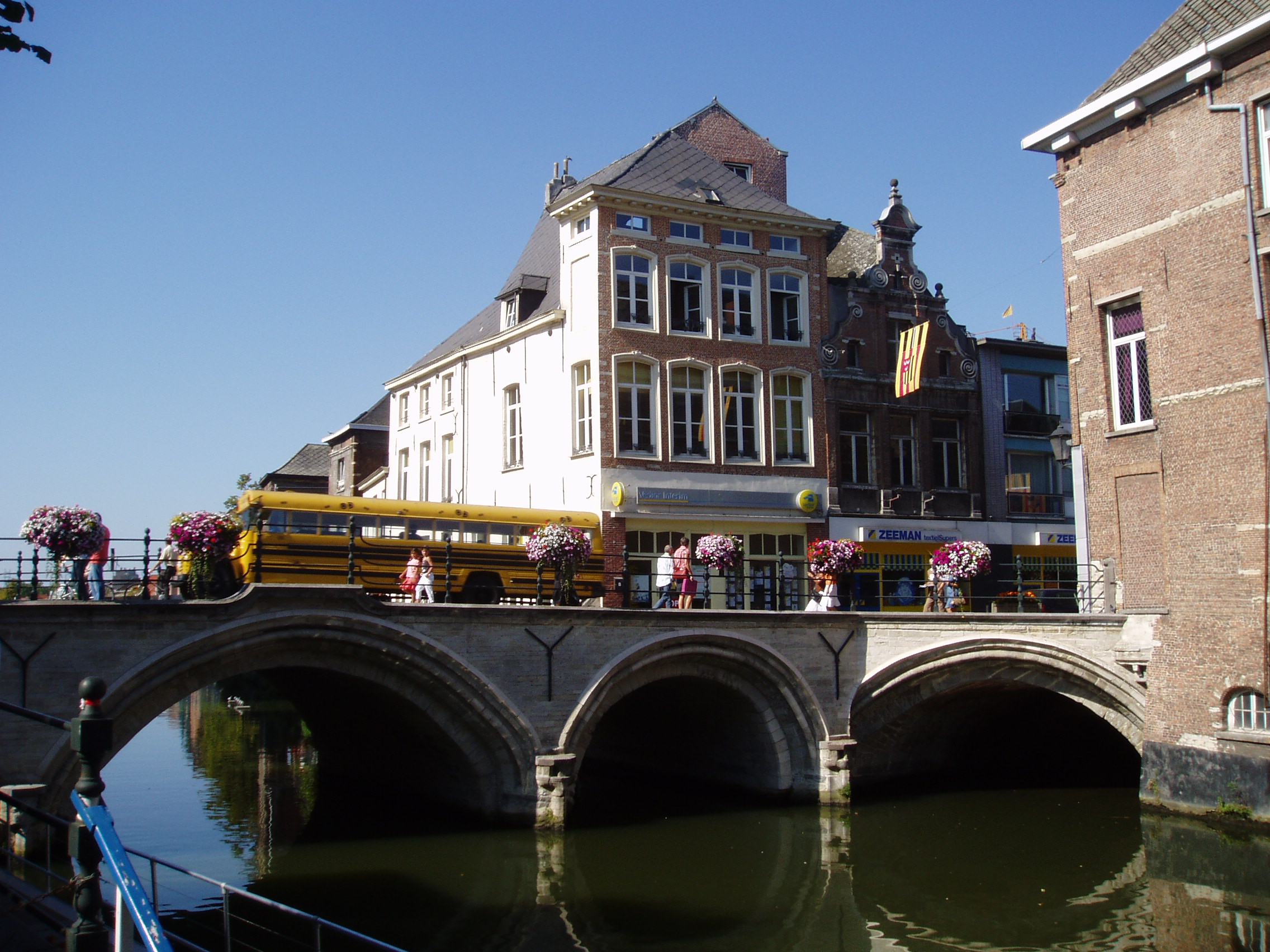
A Dijle-folyó egyik hídja Mechelenben

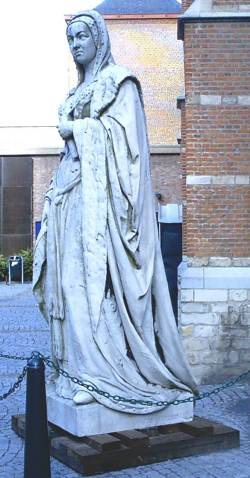
Ausztriai Margit szobra

A második világháború során a belga vasúthálózatban betöltött szerepe miatt hozták létre a nácik a mecheleni tranzitállomást a belga zsidóság deportálásához. A tranzitállomást a Dossin laktanyák épületéből alakították ki; 1942. augusztus 4. és 1944. július 31. között 28 vonatszerelvény hagyta el Mechelent, összesen 25 257 zsidót deportáltak Auschwitzba. A szövetséges csapatok közeledése miatt a nácik 1944 szeptemberében felszámolták az állomást. Ma a Dossin laktanya épülete a zsidó kitelepítés és ellenállás múzeumának ad otthont.
Az amerikai légierő 1944-ben támadta Mechelent, mint fontos közlekedési csomópontot, a támadás során kb. 200 fő vesztette életét, de a város nem szenvedett jelentős károkat a harcok során. A várost és környékét 2. páncélozott hadosztály és a 82. páncélozott felderítő zászlóalj szabadította fel 1944. szeptember 14-e körül vívott harcokban.
A Big Ben hadművelet során a szövetséges csapatok a frissen felszabadított Mechelenbe telepítették a légierő egyik parancsnokságát, ahol a V-2 rakéták röppályáját követő radarállomások adatait összegezték és továbbították a környező repülőterekre.
A második világháborús helyreállítást és gazdasági fellendülést követően 1964-ben érkeztek az első, spanyol származású bevándorlók, akiket a második hullámban, 1968-tól észak-afrikai, elsősorban marokkói származású bevándorlók követtek. Ma Mechelen lakosságának mintegy 14%-a nem flamand származású.
Mechelen a belgiumi asszír (örmény) kisebbség egyik fontos központja, Brüsszel és Liege mellett. A 2006. október 8-i belga parlamenti és önkormányzati választások során az örmény kisebbséget a kereszténydemokrata párt képviselőjeként induló Melikan Kucam képviselte, de nem választották meg.
A flamand August Thiry A Tigris-parti Mechelen (Mechelen aan de Tigris) c. könyvében írt a délkelet-törökországi Hassana faluból származó örmény bevándorlók – köztük Melikan Kucam – életéről.

### A város zászlója és címere
Mechelen város önkormányzatának zászlója függőleges sárga-vörös-sárga-vörös-sárga-vörös-sárga csíkokat ábrázol, középen sárga pajzson fekete sas található. A zászlót ebben a formájában 1985. november 25-én fogadta el a városi önkormányzat, amit 1986. október 7-én erősített meg a flamand régió kormánya és 1987. december 3-án jelent meg a belga hivatalos közlönyben. A zászló lényegében a város címert ábrázolja, a korona és a kétoldalt található griffmadarak nélkül.
A zászló és a címer első modern változatát 1841-ben kapta Mechelen városa, amelyen még egy aranyszínű sárkány volt látható. A címeren az "In fide constans" (Örökké hű) mottó volt látható. A jelenlegi címeren két griffmadár látható a címerpajzs két oldalán, és a mottót lefordították hollandra: "In trouwen vast".
A jelenlegi címer a régi mecheleni grófság címerének felhasználásával készült. A sárga alapon vörös csíkok a helyi nemesurak, a Berthoutok színei voltak a 12-13. századtól kezdve. Ma számos belga település, amely egykor a Berhoutok birtoka volt, felhasználta ezt a címerében (ld. például Duffel). A Berthoutok címerének kialakulására vonatkozóan fennmaradt legenda alapján a 12. században Berhout nagyúr Aragónia királyának segített a mórok elleni küzdelemben. Három alkalommal vonult a király segítségére és mindhárom alkalommal győzelmet aratott. Az első alkalommal a király birtokot ajánlott neki, a második alkalommal már lánya kezét. Berthout mindkettőt visszautasította és visszatért Flandriába, hanem a harmadik alkalommal azt kérte a királytól, hogy jutalomként Aragónia színeit viselhesse a címerén. A király engedélyezte és a három vörös sáv Berthout három győzelmére emlékeztet.
1490-ben III. Frigyes német-római császár, helytartóján, a későbbi I. Miksán keresztül, engedélyezte a város számára, hogy címerében feltüntesse a Habsburgok jelképét, a fekete sast, ami ekkor került fel a címerre a két griffmadárral együtt. A mottó is valamikor a 15. század végén lett a címer része. A 16-17. században néha a sast két fejjel ábrázolták, de ez a változat sosem emelkedett hivatalos rangra.

## Egyházi jelentősége
II. Fülöp spanyol király közbenjárására 1559-ben a mecheleni egyházmegye érseki tartományi rangra emelkedett és a németalföldi tartomány vallási központja lett. Mechelen egészen 1961-ig kizárólagosan megtartotta ezt a címet, ekkor alakult ki a máig fennálló Mechelen-Brüsszeli Érsekség és érseki székhely.
Az első mecheleni érsek 1560-tól Antoine Perrenot de Granvelle, II. Fülöp első minisztere és Spanyol-Németalföld pápai primátusa volt. A címet jelenleg (2010-től) André-Joseph Léonard tölti be.
A város vallási jelentőségének megfelelően számos, a keresztény vallás és a katolikus egyház számára fontos eseményt tartottak Mechelenben. 1909-ben X. Pius pápa a városba hívta össze a liturgikus mozgalom alapító gyűlését, a „Congrès National des Oeuvres Catholiques”-t.
1921 és 1925 között került sor a Mecheleni Párbeszéd néven ismert találkozókra a katolikus és az anglikán egyház között. A Mercier bíboros, mecheleni érsek elnöksége alatt és számos magas rangú anglikán egyházi személy, illetve angol politikus (mint például Lord Halifax) részvételével megtartott tárgyalások jelentették az első jelentős kísérletet a két egyház közötti viszony rendezésére. Bár a folyamat Mercier bíboros 1926-os halála után megszakadt, de ezeket a gyűléseket tekintik a mai ökumenista mozgalom elődjének.

## Kultúra

### Helyi hagyományok

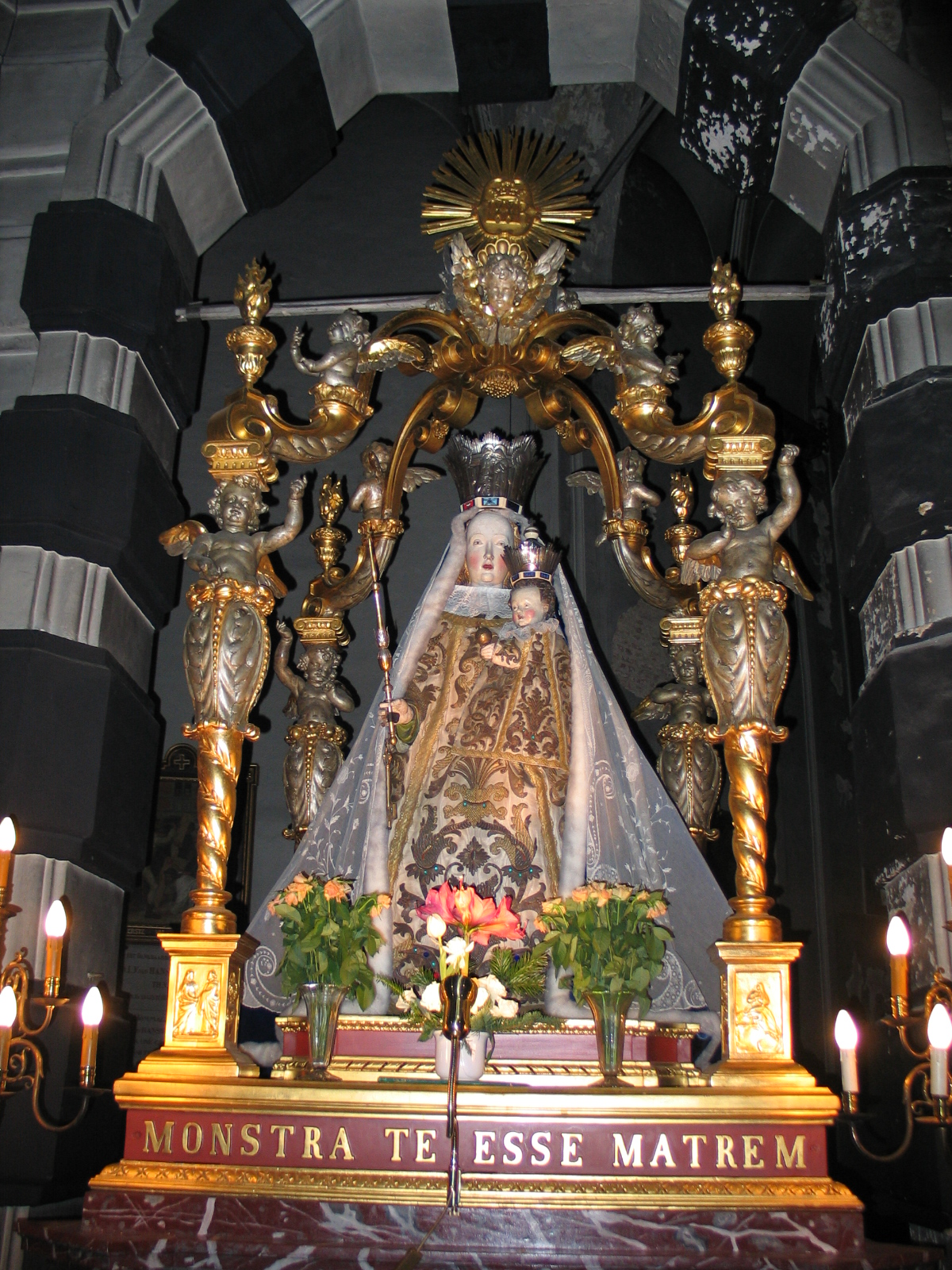
Szűz Mária-szobor a Onze-Lieve-Vrouw-van-Hanswijk templomban

A legtöbb flamand város rendelkezik egy „becenévvel”, ami leggyakrabban a helyi lakosok kultúrájára vagy helyi hagyományokra vezethető vissza. Mechelen beceneve, a „Maneblussers” azaz „holdoltók”, arra a történetre vezethető vissza, miszerint 1687. január 27-e éjszakáján a felhők mögé rejtőző telihold vörös fénnyel árasztotta el a Szent Rumbold-katedrális tornyát. A torony ablakain visszaverődő holdfényt egy hazafelé botorkáló részeg tűznek látta és „Segítség, ég a torony!” („Help, de toren brandt!”) kiáltásokkal riasztotta a lakosokat. A legmélyebb álmukból ébredő mecheleni polgárok, élükön a polgármesterrel és a városi tanáccsal, azonnal nekiláttak az oltásnak, és már majdnem elérték a torony tetejét, mikor a hold előbukkant a felhők mögül és tisztán megvilágította a sértetlent tornyot.
Mechelen városa minden 25 évben lovas felvonulás rendez I. Miksa német-római császár 1493-as első látogatása emlékére. A felvonulást az Ommegang ünnepség követi, amely során 15-17. századi óriásokat és más figurákat hordoznak körbe a város utcáin. A felvonulást 2005-től az UNESCO kulturális világörökségként tartja számon.
A Hanswijki Miasszonyunk (Onze-Lieve-Vrouw-van-Hanswijk) körmenetet minden évben májusban rendezik a mechelen-brüsszeli érsek védnöksége alatt.
A város 17. századból származó fa kabalafiguráját 1775 óta nevezik „Opsinjoorkenek”, a szobor, illetve ma már másolata, is részt vesz az „Ommegang” felvonuláson. Bronzból készült másolata a középkori, szintén UNESCO világörökség részeként nyilvántartott előtt látható.
A város minden évben rendezett egy, a Blankenbergei virágkarneválhoz hasonló felvonulást. A felvonuláson a környék mezőgazdasági hagyományainak megfelelően zöldségekkel díszített kocsik is részt vettek, de a város vezetése 2005-ben felfüggesztette a felvonulás finanszírozását.

### A helyi nyelvjárás

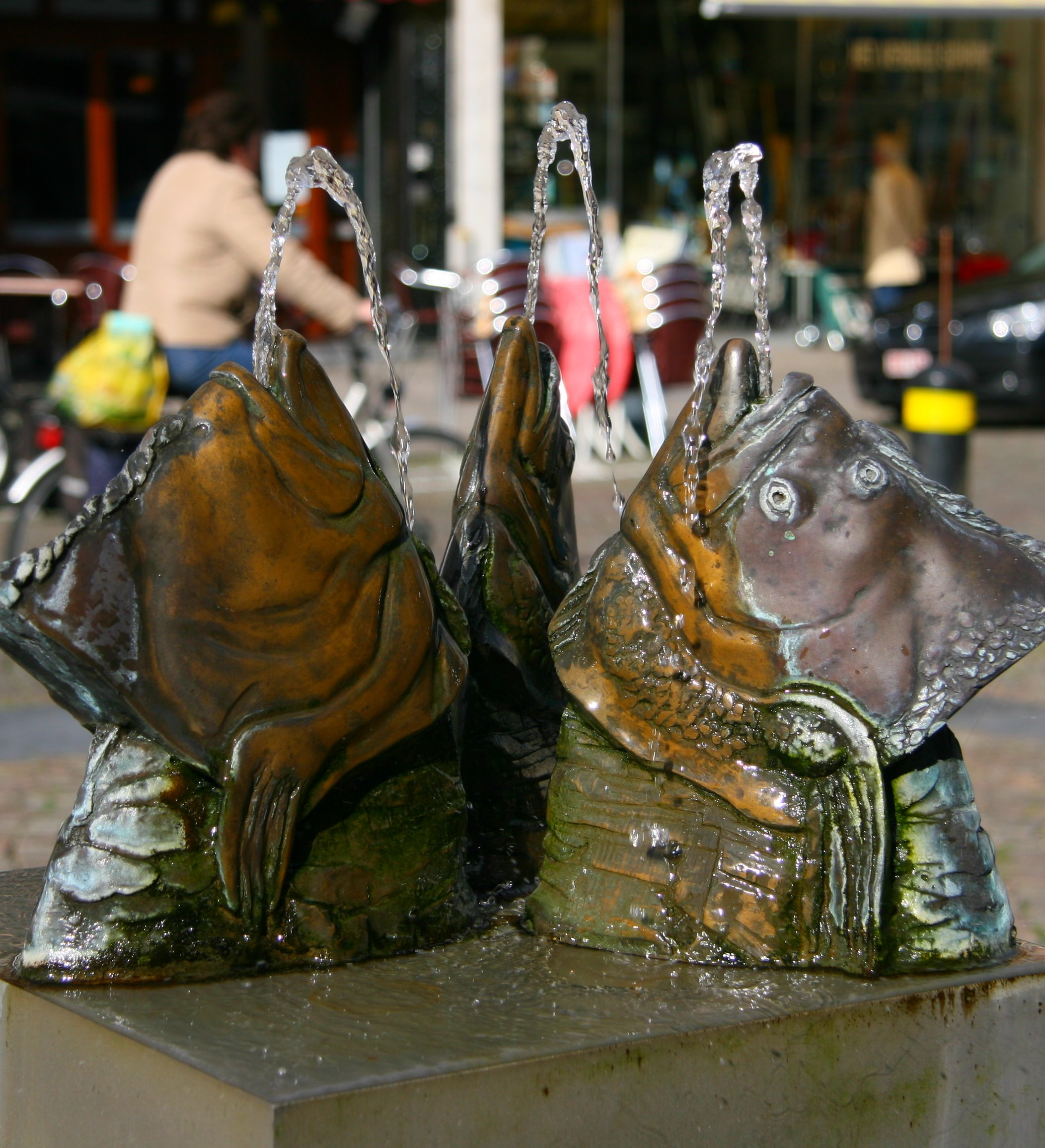
Halszökőkút az Ijzerenleenen

A legtöbb mecheleni lakos (hollandul Mechelaars) a hétköznapi életben a flamand nyelv helyi változatát, a mecheleni nyelvjárást (hollandul: Mechels) beszéli. A többi brabanti flamand nyelvjárástól a mechelenit három magánhangzó eltérő kiejtése különbözteti meg: a zout vagy rauw, a kei vagy bijl és a nu szavakban, amiket az angol 'raw'-hoz hasonlóan ejtenek. A holland és a flamand nyelvjárások ezt a magánhangzót nem használják.
1995 óta létezik a negyedévente megjelenő 'De Mecheleir' folyóirat, amely régi mecheleni fényképeket és történeteket közöl az előfizetők számára, illetve mindig akad benne egy-két cikk a mecheleni nyelvjárást utánzó helyesírással (amit hivatalosan még nem rögzítettek).

### Helyi specialitások

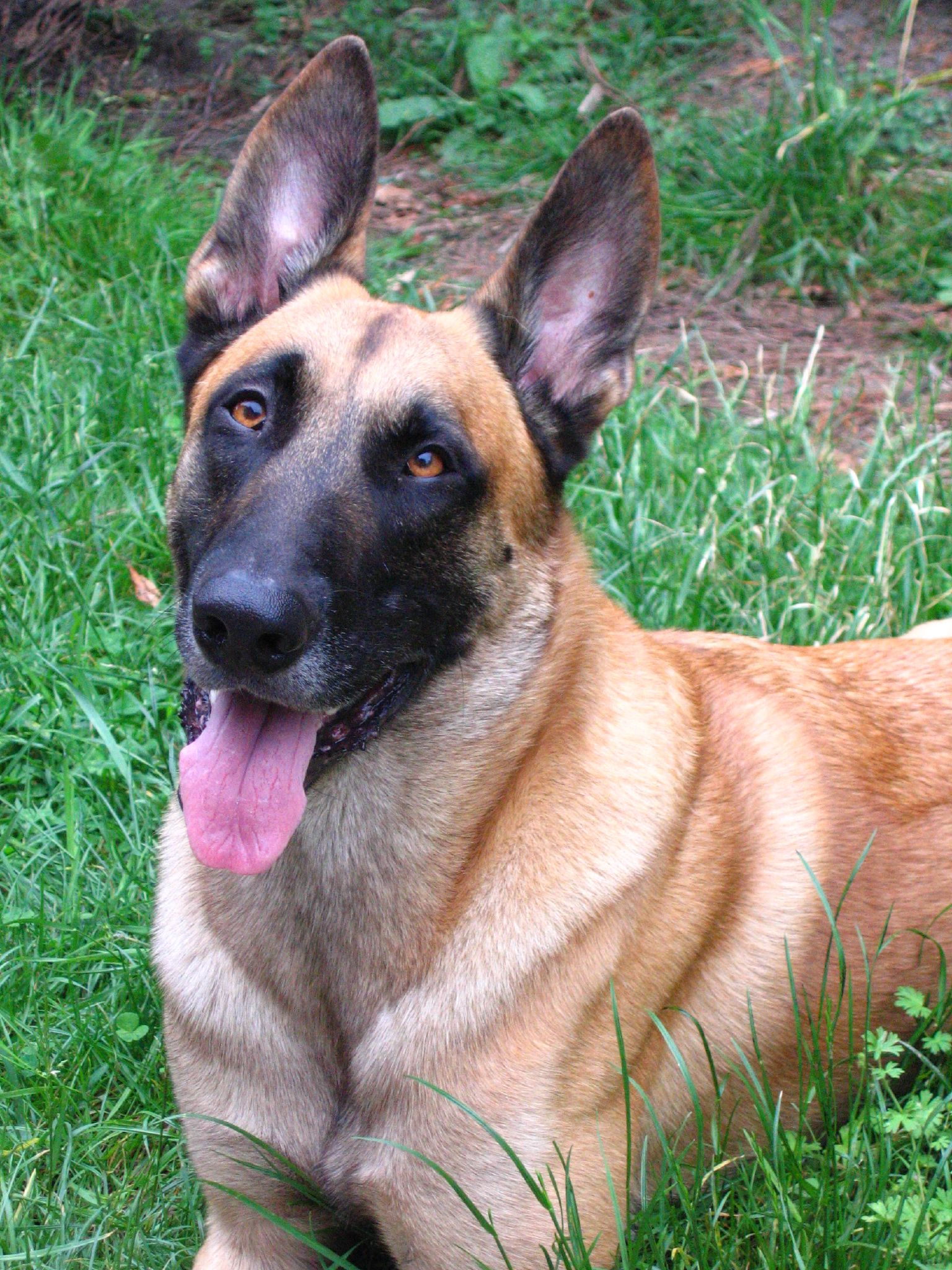
„Malinois” belga juhász

Mechelen középkori történelme során nagy jelentősége volt a gyapjúkereskedelemnek, a textiliparnak és az arra épülő művészeteknek, mint például a ruhakészítés, csipkeverés, illetve a flamand faliszőnyegek készítése. Ehhez jött később a fafaragás és bútorkészítés. A 19-20. század során a vasút terjeszkedésére alapozva indult meg a mecheleni nehézipar fejlődése.
A Mechelen környéki mezőgazdaság szövetkezetek legfontosabb termékei az endívia, a spárga (Mechelse witte) és a karfiol. Az eredetileg a városban tartott, de mára a közeli Sint-Katelijne-Waver-ba költözött a Mechelse Veilingen, a világ egyik legnagyobb zöldségpiaca és primőraukciója.
A belga juhászkutya helyi változata, a rövidszőrű malinois egyike volt a Belga Kennel Klub által 1897-ben elfogadott fajtaleírás három eredeti változatának.

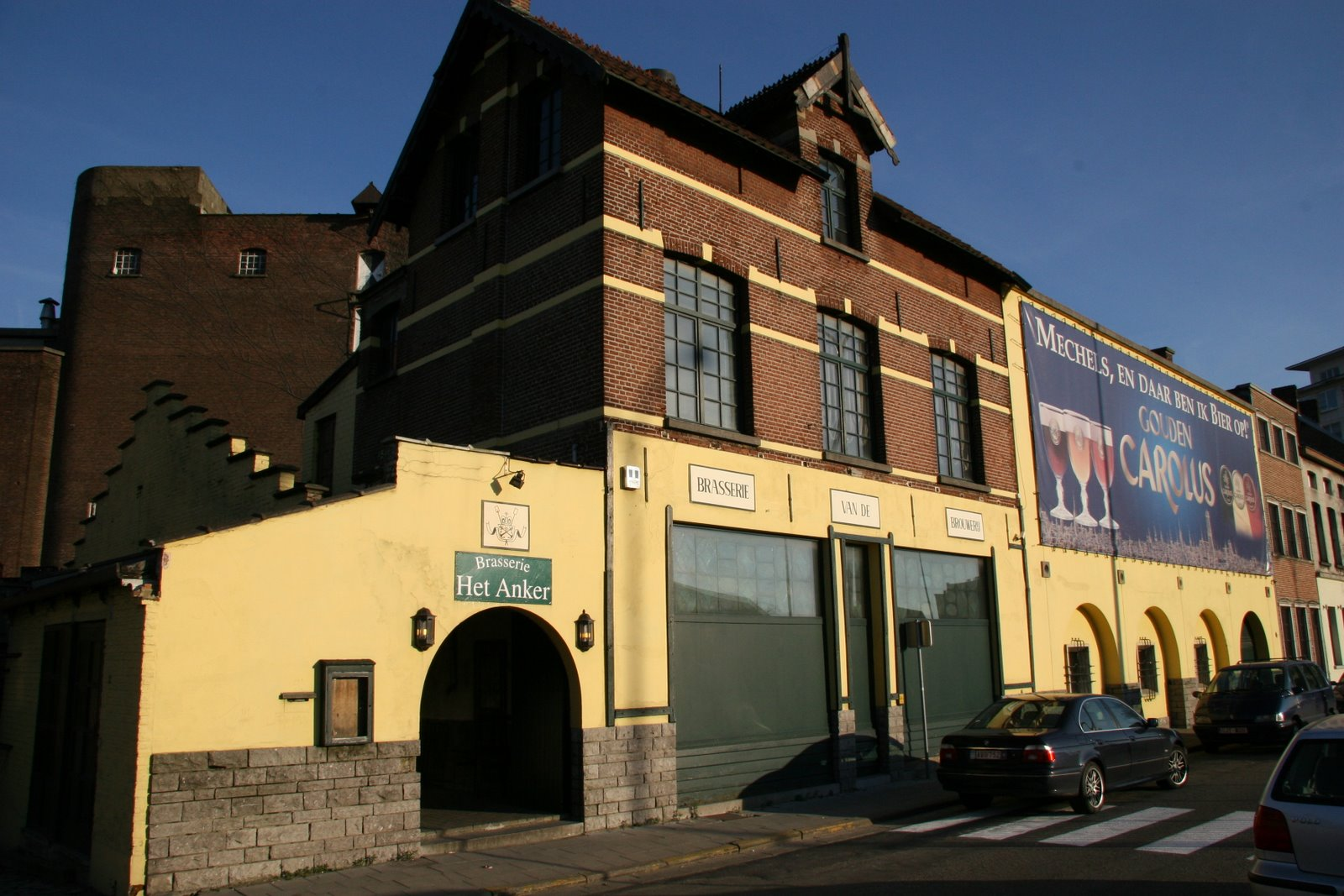
A Het Anker sörfőzde, a híres Gouden Carolus sör otthona

Szintén helyi specialitásnak számít a nagy testű, fekete-fehér mintázatú tyúkfajta, a Mechelse koekoek, amely nevét a kakukkra hasonlító tollazatáról kapta, kialakítása 1850 körül kezdődött, tenyésztésében Shanghai, Vlaamse Koekoek, Cochins és Brahma dísztyúk fajták kaptak szerepet; a fajtaleírást 1891-ben fogadták el. A Mechelse koekoek kakasa mintegy 5–7 kg, a tyúk 4-4,5 kg súlyú, utóbbi akár 150 tojást is rakhat egy évben.
A 13. században alapított mecheleni Het Anker (A Horgony) sörfőzdében készül az V. Károly császár tiszteletére elnevezett Gouden Carolus sör. A legenda szerint a korabeli Mechelsen Bruynen volt az Ausztriai Margit udvarában nevelkedő ifjú kedvenc itala, amit később speciális hordókban szállítottak utána madridi udvarába.

### Sportélet
Mechelenben található Belgium legrégebbi futballklubjai közül kettő, az 1904-ben alapított KRC Mechelen és KV Mechelen. Ez utóbbi jelentősen öregbítette a város hírnevét, amikor 1988-ban megnyerte az UEFA Kupagyőztesek Kupját (az Ajax ellen 1-0-s győzelemmel), illetve ugyanabban az évben az UEFA Szuper Kupát is, 3:1-es összesített eredménnyel a PSV Eindhoven ellenében.
A futballsport helyi népszerűségét tükrözi a városi kiscsapatok nagy száma: Rapid Leest, Sporting Mechelen, Leest Utd., VV Leest, Walem, Heffen, Zennester Hombeek, FC Muizen.

## Látnivalók és nevezetességek

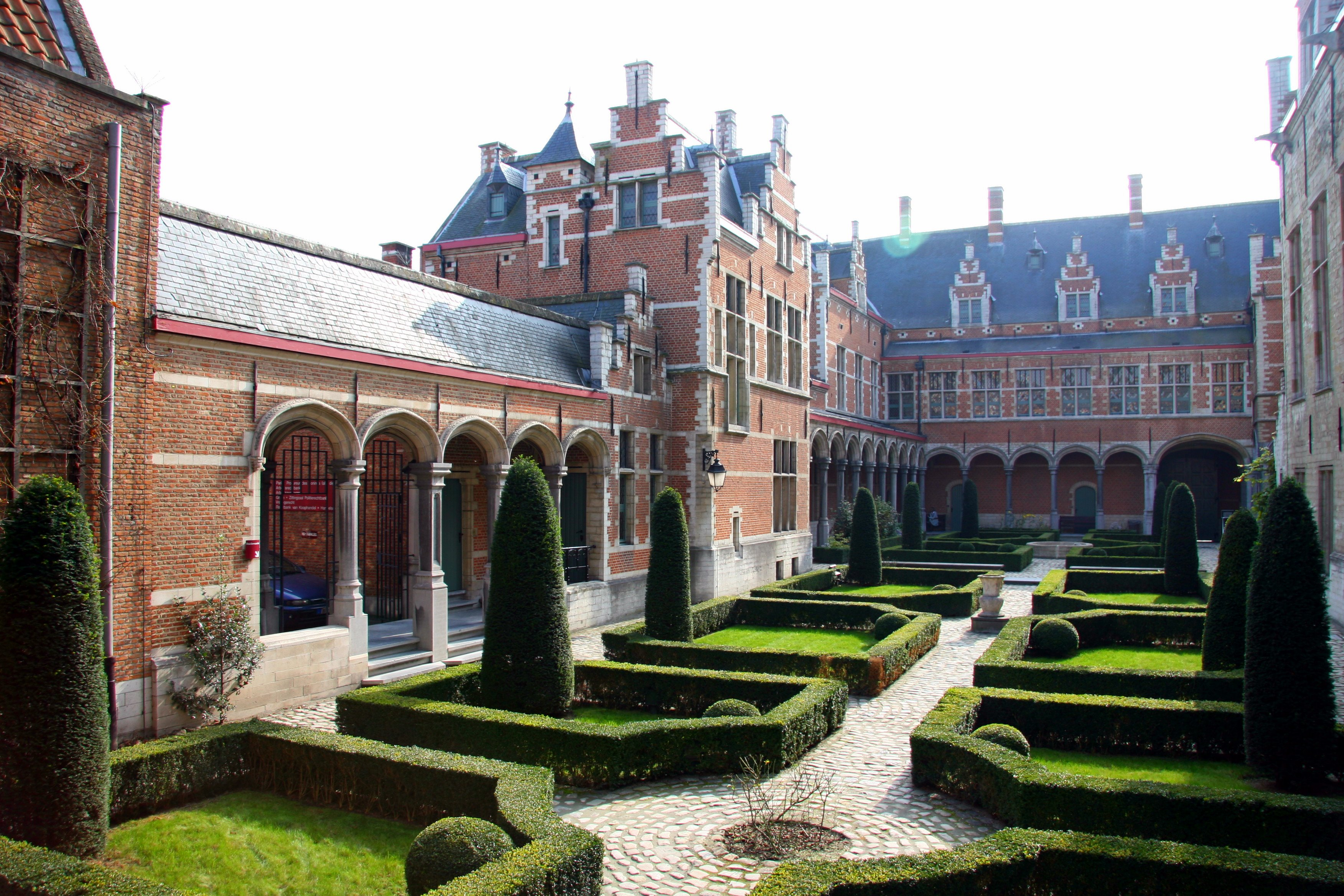
Ausztriai Margit késő gótikus palotájának udvara

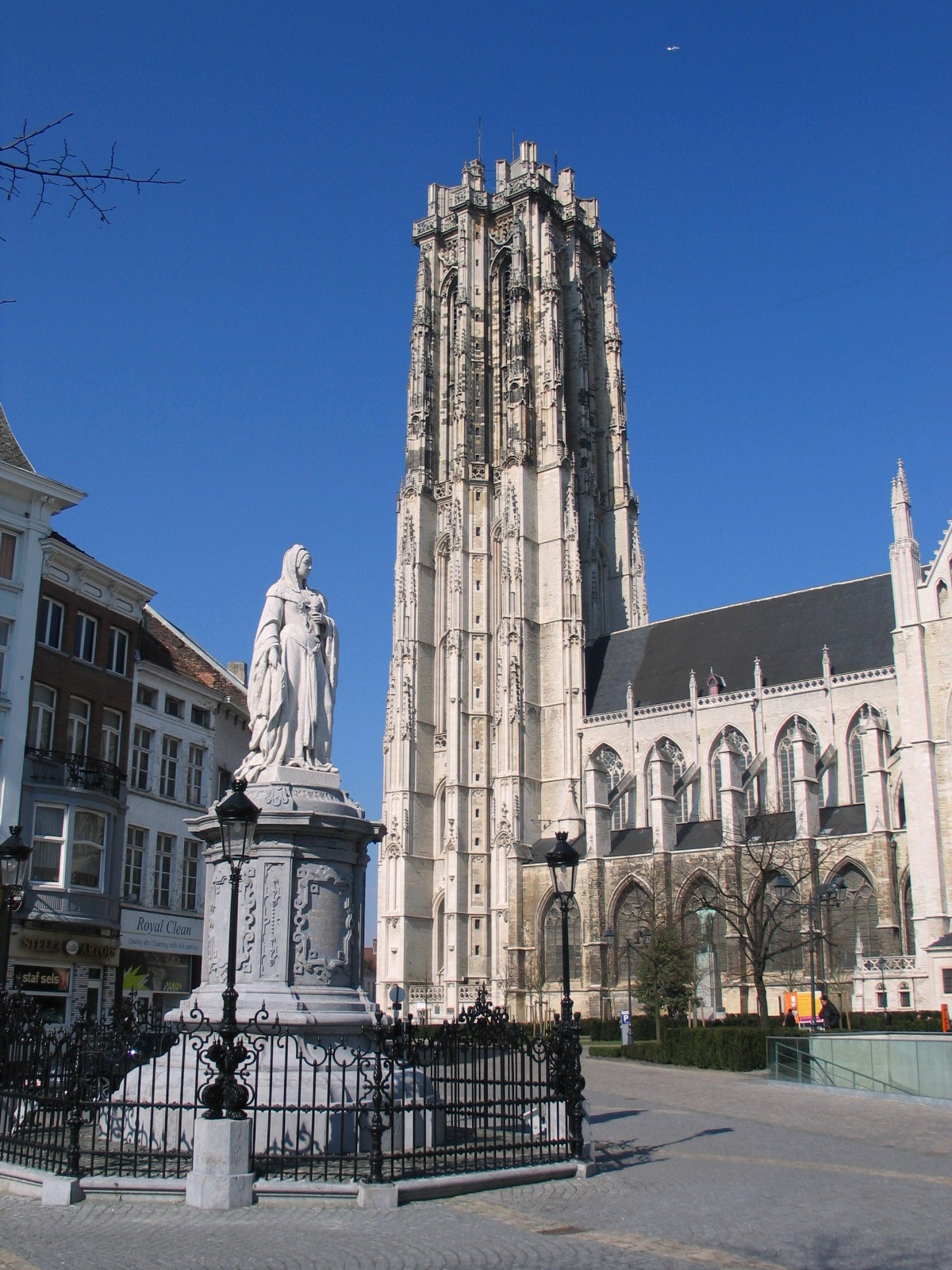
A Szent Rumbold-katedrális épülete, előtérben Ausztriai Margit szobrával

A beginák temploma Mechelenben

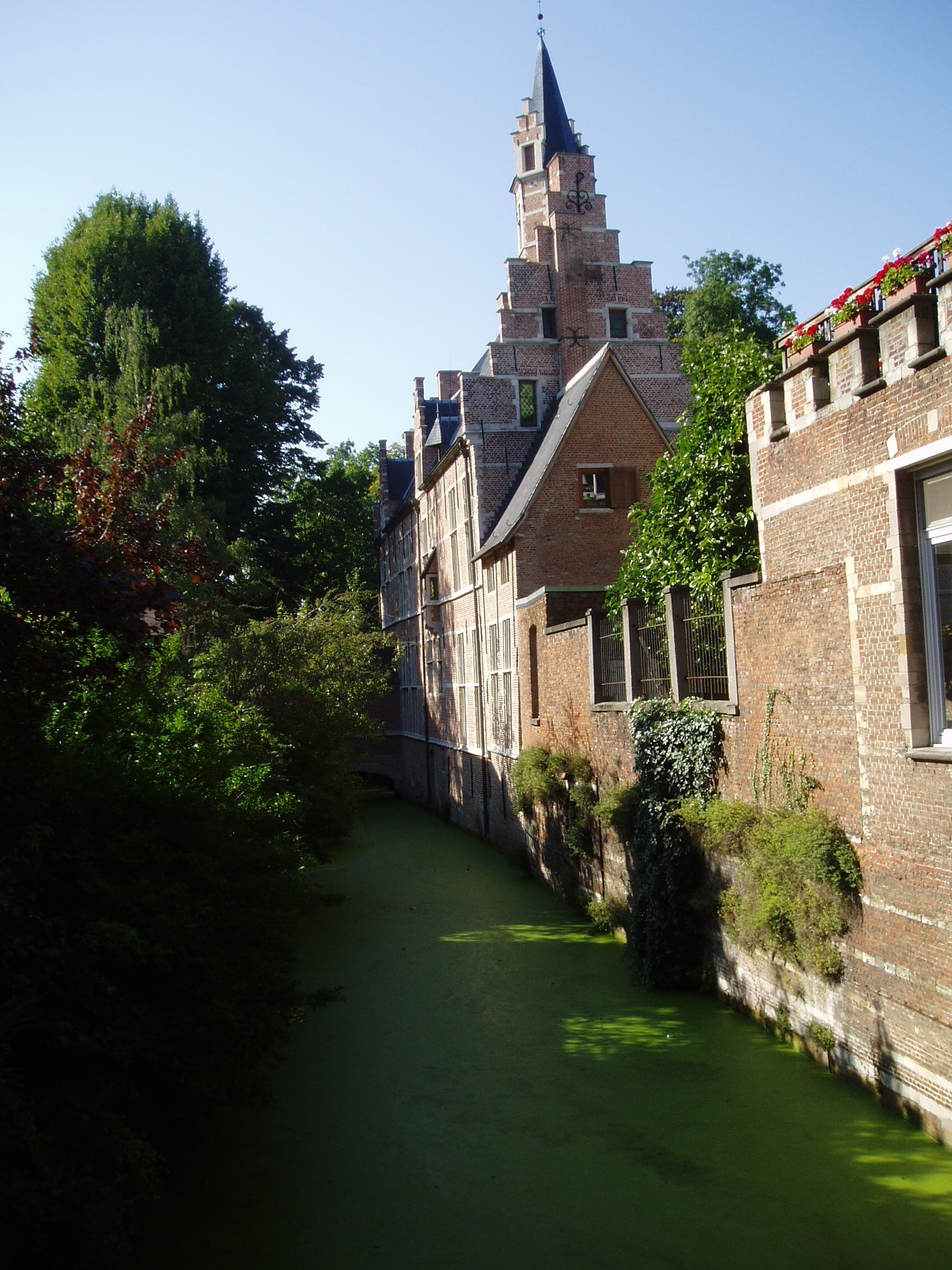
A t Groen Waterke csatorna

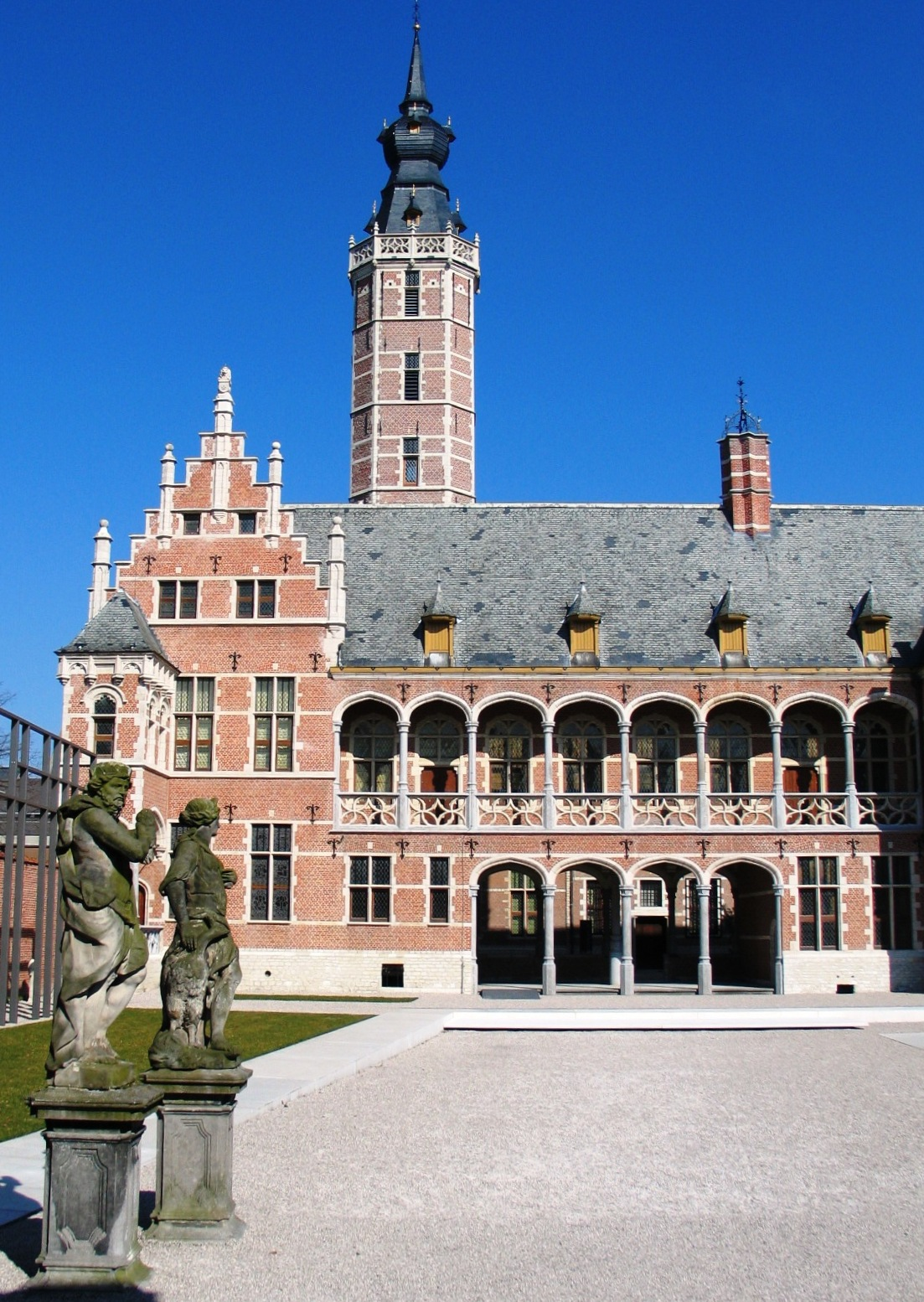
A Busleyden-palota

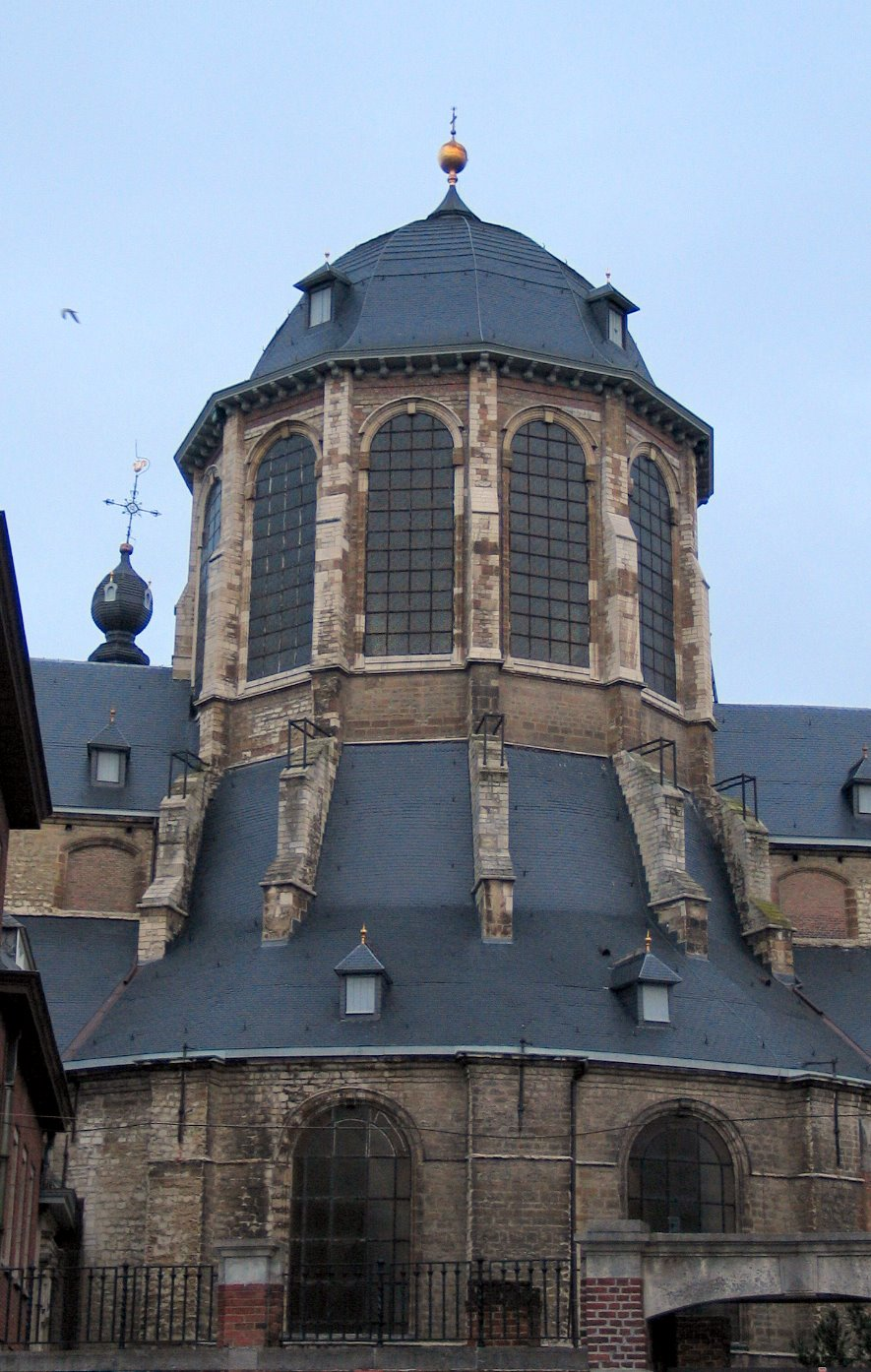
A Basiliek van Onze-Lieve-Vrouw-van-Hanswijk templom barokk kupolája

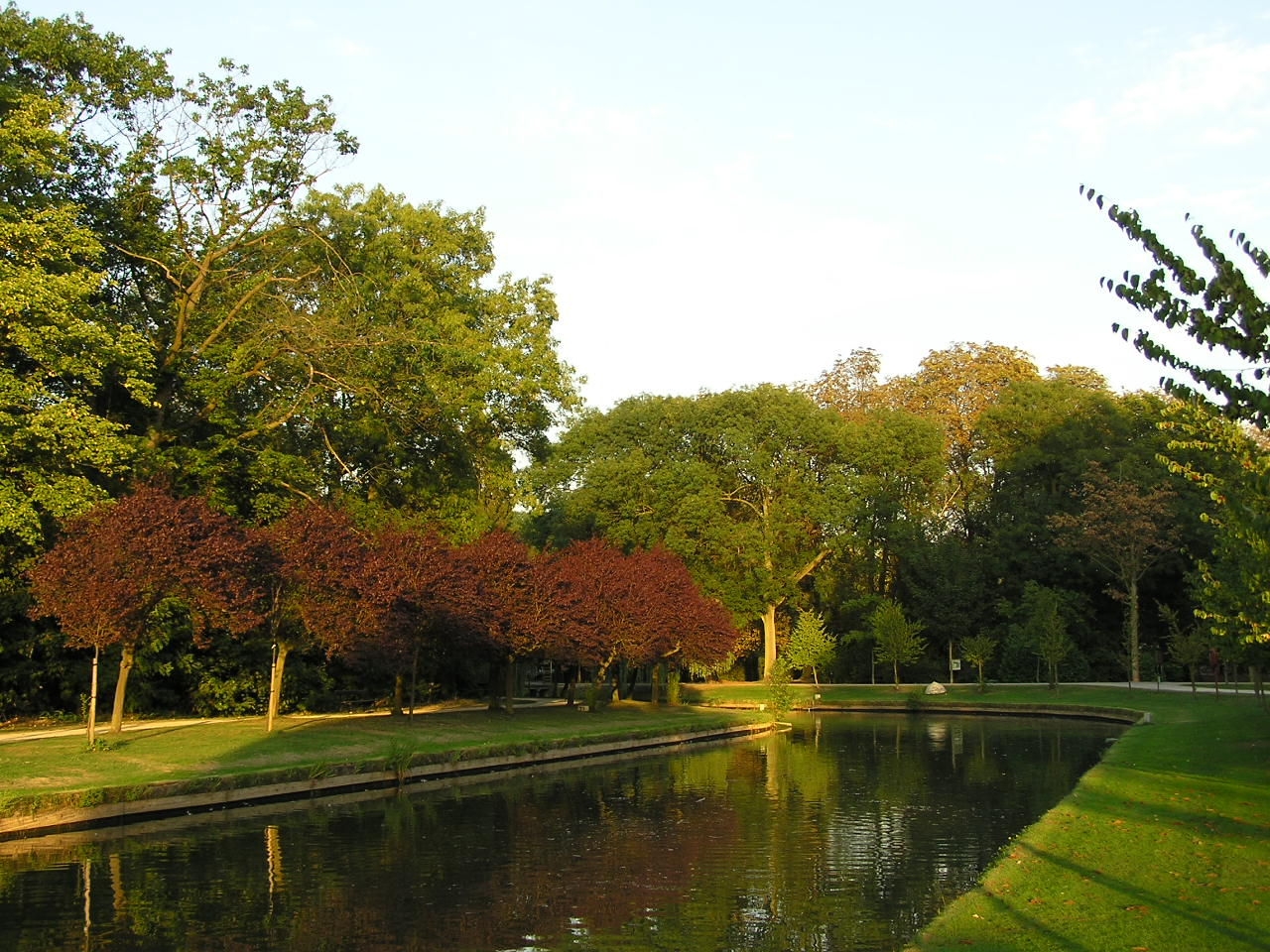
A Het Vrijbroekpark

- A Szent Rumbold-katedrális (Sint-Romboutskathedraal) és befejezetlen tornya[35] az UNESCO világörökség része.[36] A Szt. Anna kápolnában található Anton van Dyck képe, a Krisztus a kereszten[37]
  - A Sint-Janskerk-ben (Keresztelő Szt. János templom) található a Háromkirályok imádása[38] és a Kerk van Onze-Lieve-Vrouw-over-de-Dijle (Dijle-i Miasszonyunk) templomban található The Miraculous Draught of Fishes oltárképeket Rubens festette;
  - A barokk stílusú Basiliek van Onze-Lieve-Vrouw-van-Hanswijk (Hanswycki Miasszonyunk Bazilika(wd))[39] helyén eredetileg a 10. században épült templom állt, amit katonai okok miatt 1578-ban leromboltak. A jelenlegi templom a mecheleni származású flamand építész, Lucas Faydherbe (Rubens tanítványa) tervei alapján épült 1663 és 1681 között. Az épületet számos, Lucas által faragott szobor díszíti.
  - Szintén barokk stílusban épült a Szt. Alexisnek és Szt. Katalinnak dedikált beginatemplom;
- A Brusselpoort vagyis "Brüsszeli kapu" a város középkori, 13. századi várfalának egyetlen mára fennmaradt maradványa.
- A Schepenhuis a legrégebbi kőből épült városháza Flandriában. Az épület adott otthont a 15. században a burgundi hercegség legfelsőbb tanácsának.
- A gótikus-reneszánsz stílusban épült Hof van Busleyden volt az otthona Jeroom azaz Hiëronymus van Busleydennek, aki ebben a palotában fogadta Rotterdami Erasmust, Thomas More-t, és a későbbi VI. Adorjánt, az első holland származású pápát. Ez utóbbi három épület ad otthon ma a mecheleni városi múzeumnak.
- Yorki Margit palotája, aki férje, Merész Károly burgundi herceg halála után költözött Mechelenbe. A palota ma városi színházként üzemel.
- Mechelenben található Ausztriai Margit késő gótikus stílusú palotája és Észak-Európa legrégebbi reneszánsz stílusú épülete, a palota kapuháza. A Habsburg főhercegnő, mint a németalföldi tartományok kormányzója Mechelenben rendezte be udvarát, ahol a későbbi V. Károly és egy ideig Boleyn Anna is nevelkedett. Az épület később a németalföldi tartományok legfelsőbb bíróságának adott otthont.
- Az érseki palota a hivatalos székhelye a Mechelen-Brüsszeli Érsekségnek, jelenlegi lakója Danneels bíboros. A palota, hivatalos funkciója miatt, nem látogatható.
- A Lakenhal (gyapjúkereskedők terme) és a hozzá csatlakozó 14. századi harangtorony szintén az UNESCO világörökség) része [40] és ma a főtéren (Grote Markt) álló városházának ad otthont.
- A Kis és Nagy Beginaudvarok (Klein en Groot Begijnhof) a középkori Flandriában elterjedt, de mára megszűnt begina rend mecheleni központja volt, utóbbi az UNESCO világörökség része.[41]
- A Zsidó Deportálás és Ellenállás Múzeuma a II. világháború alatti kitelepítéseknek és a zsidó ellenállási mozgalomnak állít emléket. A múzeum a mecheleni tranzitállomás helyén, a korábbi Dossin-laktanyában kapott helyet.
- A Mechelentől délre fekvő Technopolis a Csodák Palotájához hasonló, interaktív tudományos központ gyermekek és felnőttek számára.[42]
- Nekkerspoel-ban található a Játékmúzeum (Speelgoed Museum)
- A Planckendael állatkert Muizen faluban található.
- Mechelen belvárosától pár percre található a Het Vrijbroekpark. Az 50 hektár területű park híres dália- és fuxia-gyűjteményéről, valamint rózsáiról (utóbbiak elismeréseként a Park 2003-ban megkapta a „Award of Garden Excellence” díjat.
- A mecheleni városi botanikus parkban (Kruidtuin or Botanique) található a híres gyógynövényszakértő Rembert Dodoens vagy Dodonæus szobra.
- Az Antwerpsesteenweg mellett található a 11 hektáros Tivolipark, amely elsősorban a gyerekek számára élvezetes a parkban kialakított hatalmas játszótérrel. Az oktatási központban a gyerekek a tanyavilágra jellemmző állatokkal, kecskékkel, tyúkokkal, nyulakkal, kacsákkal és csacsikkal találjozhatnak. Az épületet egy alkalommal Jan Fabre flamand művész borította be A4-es papírokkal
- Egyéb, turisztikai szempontból kevésbé látványos helyek:
  - A Refuge of Sint-Truiden és a Refuge of Tongerlo rendházak belga apátságok részei voltak. Utóbbi ma a De Wit műhelynek ad otthon, ahol a híres flamand faliszőnyegeket állítják helyre.
  - A 't Groen Waterke a Mechelent korábban keresztül-kasul átszelő csatornarendszer egyik utolsó maradványa, a csatorna egy hosszabb részét 2007-ben, több mint egy évszázados elhanyagoltság után állították helyre.
  - A vasútállomás előtt található a De Mijlpaal, az első belga vasútvonalnak emléket állító kőoszlop. A vasútállomás egyik régebbi épületében található, hasonló nevű múzeum mutatja be a nevezetes esemény, illetve a vasútépítést követő gazdasági fellendülés emlékeit.[43]
  - Az Óramúzeum (Horlogerie Museum) egy 16. századi polgárházban kapott helyet. A gyűjteményben több mint 1000 antik óra található: zsebórák, fali- és állóórák, homokórák és napórák.
  - Mechelenben található a világ elsőként, 1922-ben alapított és máig legnagyobb harangjáték iskolája, ahol a világ minden részéről érkező tanítványok elsajátíthatják a harangjáték (vagy carillon) működtetését. Az iskola a Hof van Busleyden palota szomszédságában, a rokokó stílusú ’t Schipke (a hajó) házban működik.
  - A Theravada Buddhista Wat Dhammaprateep (Az Igazság Lángjának Temploma avagy a Valóság Buddha szerint) imahelyen 2005-ben állították fel Európa legmagasabb Buddha-szobrát. A sötétzöld márványból készült és Kínában faragott szobor ülő helyzetben ábrázolja a Buddhát.

## Híres mecheleniek
- Yorki Margit, burgund hercegnő (1446-1503), Merész Károly burgund herceg felesége, IV. Eduárd és III. Richárd angol királyok nővére. Mecheleni udvarában számos európai uralkodó nevelkedett.
- John Heywood, angol költő (1497-kb.1575)
- Ausztriai Margit, Németalföld kormányzója, I. Miksa német-római császár lánya és V. Károly német-római császár nevelője.
- V. Károly német-római császár Gentben született, de 17 éves koráig (1500-1558 között) nagynénje udvarában, Mechelenben nevelkedett
- Boleyn Anna (1504-1536), VIII. Henrik angol király egyik felesége.[44]
- Rembert Dodoens, botanikus, gyógynövényszakértő és orvos (1517-1585)
- Philippe de Monte, reneszánsz zeneszerző (1521-1603)
- Hans Bol festő, grafikus (1534-1593)
- François René Mallarmé, francia politikus (1755-1835), száműzetése utolsó éveit töltötte Mechelenben az Alexiánus Testvérek kolostorában.

### Mechelen és Beethoven
Kevéssé ismert, de a híres német zeneszerző Ludwig van Beethoven, illetve családja is Mechelenből származik. Ma már nem áll a „Koraalschool” épülete, ami (mint azt neve is mutatja) a Szt. Rumbol katedrális mellett működő kórusnak adott otthont. 1717. december 10-én iratkozott be az iskolába egy bizonyos Lodewijk (azaz Louis) van Beethoven, a zeneszerző nagyapja. A történelmi kutatások szerint Louis apja, Michel, festőműhelyt alapított Mechelenben, de később a család pénzügyi nehézségekkel küzdött és el kellett hagyniuk a várost. A van Beethoven család ekkor költözött Bonnba és Ludwig már ott született.

## Testvértelepülések
- : Arvada, Colorado, USA
- : Csengtu, Kína
- : Nagyszeben, Románia